# 22 Cygni
22 Cygni, som är stjärnans Flamsteed-beteckning, är en dubbelstjärna belägen i den mellersta delen av stjärnbilden Svanen. Den har en skenbar magnitud på ca 4,95 och är svagt synlig för blotta ögat där ljusföroreningar ej förekommer. Baserat på parallax enligt Gaia Data Release 2 på ca 3,0 mas, beräknas den befinna sig på ett avstånd på ca 1 070 ljusår (ca 330 parsek) från solen. Den rör sig närmare solen med en heliocentrisk radialhastighet av ca -15 km/s.

## Egenskaper
Primärstjärnan 22 Cygni A är en blå till vit underjättestjärna av spektralklass B5 IV. Den har en massa som är ca 8 solmassor, en radie som är ca 5,6 solradier och utsänder ca 7 300 gånger mera energi än solen från dess fotosfär vid en effektiv temperatur av ca 15 200 K. Den har i huvudsak solmetallicitet, inom felmarginalen.
22 Cygni är en misstänkt variabel, som har visuell magnitud +4,94 och företer smärre variationer i ljusstyrka utan någon känd periodicitet. Den är en enkelsidig spektroskopisk dubbelstjärna med en omloppsperiod på 78,2 dygn och en excentricitet av ungefär 0,17.